# My Gudmundsdotter
My Gudmundsdotter, född den 28 april 1984, är en svensk improvisationskomiker och skådespelare som driver improvisationsteatern Presens Impro tillsammans med Erik Broström. Hon gör en av rösterna och agerar som dockspelare i satirprogrammet Herr Talman på SVT. Gudmundsdotter gör tillsammans med Erik Broström och Amanda Lindmark podden Improsnack, där man diskuterar impro som humorform.
Hon har 2 barn. Hennes partner är serietecknaren Fabian Göranson.